# Iouri Khartchenko
Iouri Aleksandrovitch Khartchenko (en russe Юрий Александрович Харченко), né le 11 octobre 1963 à Roshchino, est un lugeur soviétique.

## Carrière
Iouri Khartchenko remporte la médaille de bronze en simple lors des Jeux olympiques d'hiver de 1988, à Calgary au Canada. Il prend également le bronze dans la compétition par équipe des championnats du monde 1989 et la deuxième place du classement de la coupe du monde 1987-1988 en simple.